# Abriès
Abriès är en kommun i departementet Hautes-Alpes i regionen Provence-Alpes-Côte d'Azur i sydöstra Frankrike. Kommunen ligger  i kantonen Aiguilles som ligger i arrondissementet Briançon. År 2018 hade Abriès 295 invånare.

## Befolkningsutveckling
Antalet invånare i kommunen Abriès
Referens:INSEE